# Криворучко, Григорий Семёнович
Григорий Семёнович Криворучко (азерб. Qriqori Semyonoviç Krivoruçko, укр. Григорій Семенович Криворучко; 3 января 1914, Гуртовое, Александровский уезд, Екатеринославская губерния, Российская империя — 29 октября 1973, Туран (Азербайджан), Шекинский район) — советский азербайджанский хлебороб, Герой Социалистического Труда (1948).

## Биография
Родился 3 января 1914 года в селе Гуртовое Александровского уезда Екатеринославской губернии (ныне Каменско-Днепровский район Запорожской области Украины).
С 1933 года тракторист, бригадир полеводческой бригады, заведующий отделением зернового совхоза имени Орджоникидзе Шекинского района Азербайджанской ССР. В 1948 году получил урожай пшеницы 30,65 центнеров с гектара на площади 30 гектаров. Отделение под руководством Криворучко регулярно получало высокие урожаи зерна. По предложению Криворучко, в 1961 году в совхозе открыт водоём, и уже к 1962 году в водоёме содержались около тысячи сортных уток.
Указом Президиума Верховного Совета СССР от 5 апреля 1948 года за получение высоких урожаев пшеницы в 1947 году Криворучко Григорию Семёновичу присвоено звание Героя Социалистического Труда с вручением ордена Ленина и золотой медали «Серп и Молот».
Активно участвовал в общественной жизни Азербайджана. Член КПСС с 1959 года.
Скончался 29 октября 1973 года в рабочем посёлке Орджоникидзе Шекинского района Азербайджанской ССР (ныне посёлок Туран).